# MuleESB
Mule ESB — легковесная интеграционная платформа (сервисная шина предприятия — ESB), которая позволяет разработчику объединять различные информационные системы на основе принципов обмена сообщениями (message routing), сопоставления данных (data mapping), управления сообщениями (orchestration), надежности (контроль за обменом сообщениями), защиты (использование https и опциональных коннекторов) и масштабирования между узлами (коннекторами).
Mule ESB является открытым программным обеспечением (CPAL-лицензия). Название Mule (Мул) было дано, так как Mule ESB «берёт на себя большую разработческую нагрузку» (облегчает труд разработчика интеграционной системы и обеспечивает должную производительность).

## Идеология ESB
ESB — это разновидность сервис-ориентированной архитектуры, предполагающая использование заимствованного из электроники понятия общей шины, заменяющей «салат из проводов» (point-to-point connections). Особенно хорошо эта архитектура зарекомендовала себя для задачи интеграции приложений предприятия, разработанных разными производителями.
Основными задачами ESB являются:
- Маршрутизация обмена сообщениями между службами (services)
- Разрешение несогласованностей между взаимодействующими компонентами службы
- Развертывание (deployment) и управление версиями служб
- Организация пользования резервными службами
- Предоставление сервисам услуг общего характера, таких, как обработка событий, преобразования форматов данных и сообщений, управление очередями для событий и сообщений, безопасность или обработку исключений, преобразование протоколов (HTTP, FTP, REST, SOAP, JSON, DCOM, CORBA, SAP RFC и т. д.).

Возможно как синхронное, так и асинхронное взаимодействие между службами, но последнее преобладает, поэтому большинство технических реализаций ESB архитектуры относятся к message-oriented middlware. Поскольку сервисы предполагаются совершенно автономными, их доступность в любой данный момент времени не гарантирована и возникает задача маршрутизации и буферизации сообщений для надежной их обработки.

## Архитектура Mule ESB
Платформа ориентирована на Java, но может быть брокером для других платформ, таких, как .NET с помощью веб-служб или сокетов.
Архитектура представляет собой масштабируемый, распределённый объект-брокер, который может легко управлять взаимодействиями между приложениями различных производителей, включая облачные и с использованием почти всех современных протоколов.
Многие из конкурентных реализаций ESB предоставляют ограниченную функциональность или строятся поверх существующего сервера приложений или сервера сообщений, привязывая пользователя к конкретному поставщику. Mule независима от поставщика.
Mule ESB в качестве элементов обработки сообщений (трансформаторов) может использовать вставки кода на популярных языках программирования (Java, Groovy, Ruby, JavaScript, Python). Исходные коды Mule ESB написаны на Java (платформа Java EE) и соответственно поддерживается взаимодействие с данным стеком технологий (готовое приложение может быть запущено на сервере приложений Apache Tomcat).
Mule ESB построена на принципе обмена сообщениями между коннекторами — объект «MuleMessage» содержит внутри себя объект «Payload» — полезная нагрузка сообщения. Путём трансформирования и маршрутизации сообщений можно создать необходимый интеграционный процесс (flow). Mule ESB позволяет создавать интеграционные процессы (flow) с использованием паттернов (pattern — не имеют графического отображения в MuleStudio) или непосредственно flow (flow конструируется путём подключения компонентов из нужных палитр MuleStudio).
flow Mule ESB являются XML схемами. Приложение может содержать несколько flow для решения различных задач.

## Возможности Mule ESB
- Mule позволяет связываться с рекордным количеством протоколов: SOAP, REST, JMS, MQ, JBI, AQ, Caching, JavaSpaces, GigaSpaces, Email, IM, JCA, AS400 Data Queues, System I/O.
- интеграция приложений или систем непосредственно или с использованием облачных коннекторов
- использование коннекторов «из коробки» для интеграции SaaS приложений
- создание и экспонирование(предоставление в публичный доступ) API
- использование готовых API
- создание веб-сервисов управляющих сообщениями от других веб-сервисов
- создание интерфейсов для экспонирования приложений (предоставления в публичный доступ)
- интеграция B2B с решениями, которые просто защищать, имеют высокую эффективность и просты в развертывании
- вывод приложений в облачные сервисы

Для разработчика предоставляется инструментарий «Mule Studio» — среда разработки основанная на популярной IDE (интегрированной среде разработки) Eclipse,
позволяет создавать, запускать и отлаживать Mule проекты.